# Angel Delight
Angel Delight är den brittiska musikgruppen Fairport Convention sjätte album, utgivet 1971.
Titelspåret "Angel Delight" handlar om den gemensamma bostad gruppen hade under denna period, en före detta pub på den engelska landsbygden. på den instrumentala "Bridge Over the River Ash" har gruppen förvandlat sig själv till stråkkvartett, med Dave Pegg på fiol, Simon Nicol på viola och Dave Mattacks på bas.

## Låtlista
1. "Lord Marlborough" (trad) - 3:27
2. "Sir William Gower" (trad) - 5:00
3. "Bridge over the River Ash" (trad) - 2:15
4. "Wizard of the Worldly Game" (Swarbrick/Nicol) - 4:08
5. "The Journeyman's Grace" (Swarbrick/Thompson) - 4:35
6. "Angel Delight" (Fairport Convention) - 4:09
7. "Banks of the Sweet Primroses" (trad) - 4:15
8. "Instrumental Medley: The Cuckoo's Nest/Hardiman the Fiddler/Papa Stoor" (trad) - 3:28
9. "The Bonny Black Hare" (trad) - 3:08
10. "Sickness and Diseases" (Swarbrick/Thompson) - 3:47

## Medverkande på albumet
- Dave Swarbrick, fiol, mandolin och sång
- Simon Nicol, gitarr, dulcimer och sång
- Dave Pegg, bas och sång
- Dave Mattacks, trummor och piano